# Stealey
Stealey è il nome con cui ci si riferisce per identificare la seconda generazione di processori Intel pensati per l'utilizzo nei sistemi ultra portatili UMPC. Era derivata dal core Yonah che era alla base della CPU mobile dual core Core Duo, e veniva impiegata negli UMPC insieme al chipset Little River (una variante dell'i945, chiamata i945GU) per formare la piattaforma McCaslin (arrivata sul mercato con il nome di Intel Ultra Mobile Platform 2007), successiva alla UCP.

## Caratteristiche Tecniche
Stealey era una sorta di versione semplificata della versione Core Solo di Yonah. È da ricordare infatti, che il processore Yonah è arrivato sul mercato con due differenti nomi commerciali, "Core Duo", quello principale in quanto dual core (come del resto il nome fa intuire), e "Core Solo" una particolare versione di Yonah con un unico core abilitato, dedicato ai portatili meno potenti.
Stealey conteneva quindi un solo core, e doveva essere prodotto con lo stesso processo produttivo a 65 nm di Yonah, ma poi è arrivato solo con versioni a 90 nm. La cache L2 era stata ulteriormente ridotta a 512 KB, e inoltre, derivando dal progetto Yonah, implementava le istruzioni MMX, SSE, SSE2, SSE3 e supportava le tecnologie XD-bit e SpeedStep ma non EM64T, come del resto nemmeno Yonah.
Le frequenze operative erano di 600 MHz e 800 MHz con una frequenza del bus di 400 MHz, e il consumo massimo si attestava attorno ai 3 W; infine, le dimensioni del processore erano di 14x19 mm e veniva montato sul Socket 663.
Per informazioni approfondite sulle caratteristiche di questo core si consiglia di vedere quelle del "fratello maggiore" Yonah

## Modelli arrivati sul mercato
La tabella seguente mostra i modelli di Stealey arrivati sul mercato. Molti di questi condividono caratteristiche comuni pur essendo basati su diversi core; per questo motivo, allo scopo di rendere maggiormente evidente tali affinità e "alleggerire" la visualizzazione alcune colonne mostrano un valore comune a più righe. Di seguito anche una legenda dei termini (alcuni abbreviati) usati per l'intestazione delle colonne:
- Nome Commerciale: si intende il nome con cui è stato immesso in commercio quel particolare esemplare.
- Data: si intende la data di immissione sul mercato di quel particolare esemplare.
- Socket: lo zoccolo della scheda madre in cui viene inserito il processore. In questo caso il numero rappresenta oltre al nome anche il numero dei pin di contatto.
- N°Core: si intende il numero di core montati sul package: 1 se "single core" o 2 se "dual core".
- Clock: la frequenza di funzionamento del processore.
- Molt.: sta per "Moltiplicatore" ovvero il fattore di moltiplicazione per il quale bisogna moltiplicare la frequenza di bus per ottenere la frequenza del processore.
- Pr.Prod.: sta per "Processo produttivo" e indica tipicamente la dimensione dei gate dei transistors (180 nm, 130 nm, 90 nm) e il numero di transistor integrati nel processore espresso in milioni.
- Voltag.: sta per "Voltaggio" e indica la tensione di alimentazione del processore.
- Watt: si intende il consumo massimo di quel particolare esemplare.
- Bus: frequenza del bus di sistema.
- Cache: dimensione delle cache di 1º e 2º livello.
- XD: sta per "XD-bit" e indica l'implementazione della tecnologia di sicurezza che evita l'esecuzione di codice malevolo sul computer.
- 64: sta per "EM64T" e indica l'implementazione della tecnologia a 64 bit di Intel.
- HT: sta per "Hyper-Threading" e indica l'implementazione della esclusiva tecnologia Intel che consente al sistema operativo di vedere 2 core logici.
- ST: sta per "SpeedStep Technology" ovvero la tecnologia di risparmio energetico sviluppata da Intel e inserita negli ultimi Pentium 4 Prescott serie 6xx per contenere il consumo massimo.
- VT: sta per "Vanderpool Technology", la tecnologia di virtualizzazione che rende possibile l'esecuzione simultanea di più sistemi operativi differenti contemporaneamente.

| Nome Commerciale | Data | Socket | N°Core | Clock   | Molt. | Pr.Prod. | Voltag. | Watt | Bus     | Cache             | XD | 64 | HT | ST | VT |
| ---------------- | ---- | ------ | ------ | ------- | ----- | -------- | ------- | ---- | ------- | ----------------- | -- | -- | -- | -- | -- |
| A100             | 2007 | 663    | 1      | 600 MHz | 6x    | 90 nm    | N.A.    | 3 W  | 400 MHz | L1=64KB L2=512 KB | Sì | No | No | Sì | No |
| A110             | 2007 | 663    | 1      | 800 MHz | 8x    | 90 nm    | N.A.    | 3 W  | 400 MHz | L1=64KB L2=512 KB | Sì | No | No | Sì | No |

## Il successore
Stealey è stato seguito a partire dal 2 aprile 2008 dal processore Silverthorne, progettato completamente da zero, e in grado di raggiungere frequenze anche doppie rispetto a quelle di Stealey; esso è alla base della piattaforma Menlow successiva a McCaslin e commercializzata con il nuovo marchio di Centrino Atom.